# Kanton Moissac-2
Kanton Moissac-2 is een voormalig kanton van het Franse departement Tarn-et-Garonne. Kanton Moissac-2 maakte deel uit van het arrondissement Castelsarrasin. Het werd opgeheven bij decreet van 27 februari 2014 met uitwerking op 22 maart 2015. De gemeenten werden opgenomen in het nieuwe kanton Moissac.

## Gemeenten
Het kanton Moissac-2 omvatte de volgende gemeenten:
- Lizac
- Moissac (deels)
- Montesquieu